# Život Lazarčića sa Tormesa: njegove zgode i nezgode
Život Lazarčića sa Tormesa i njegove zgode i nezgode, poznat i kao Lazarčić sa Tormesa (šp. Lazarillo de Tormes) je španski roman pisan u prvom licu i epistolarnom stilu (kao jedno dugo pismo), čije najstarije poznato izdanje datira iz 1554. godine. Tu se na autobiografski način priča o životu deteta, Lazara sa Tormesa, u 16. veku, od njegovog rođenja i jadnog detinjstva do njegovog braka, u odraslom dobu. To se smatra pretečom avanturističkog romana sa elementima kao što su realizam, u prvom licu naracije, lutanje između više gospodara i moralna i pesimistička ideologija.

## O delu
Delo je prikaz ironičnog i nemilosrdnog društva tog vremena, što pokazuju njihovi poroci i licemerni stavovi, naročito sveštenstva i vernika. Postoje različite hipoteze o autoru romana. Verovatno je autor naklonjen idejama erazmista. Ovo je navelo inkviziciju da ga zabrani, a kasnije je dozvoljeno njegovo objavljivanje, kada su ga pročistili. Rad nikada nije objavljen u celosti do 19. veka.
Sačuvana su četiri različita prva izdanja dela, a sva četiri su iz 1554. godine, štampana u Burgosu, Antverpenu, Alkali de Enares i Medini del Kampo. Misli se da su najstarija izdanja iz Burgosa i Medine. Od izdanja iz Antverpena sačuvano je sedam različitih primeraka, dok je samo jedan od svakog od ostala tri izdanja. Najskorije je otkriven primerak iz Medine del Kampo, koji se pojavio u 1992. godine. 
Ovo je roman naizgled jednostavne strukture, ali u stvarnosti veoma kompleksan, to je pismo namenjeno „Vašem bogosluženju``, tretman koji podrazumeva nekoga sa višim statusom, Dakle, mora postojati neka vrsta priznanja, a lik je visok crkveni velikodostojnik, možda arhiepiskop Toleda, koji je čuo čudne glasine o bizarnom seksualnom ponašanju Prote San Salvadora, kao što saznajemo na kraju knjige, po kojima bludniči sa Lazarevom ženom.
Originalnost knjige, međutim, pomera granice bilo kog kalupa i stvara specifičan književni podžanr realizma, pikarski roman, koji pribegava parodiji kavaljerskih idealizujućih priča renesanse: primamljive priče o ratničkim delima, i knjige o anđeoskim pastirima i zaljubljenim dvorjanima zamenjuju se pričom o gladnom čoveku, koji se brine samo za opstanak, u skladu sa tradicijom realista španske književnosti.

## Tema dela
Tema Lazarčića sa Tormesa je moralna: oštra kritika, čak i žalba za lažni osećaj časti ("prljavština koju zovu čašću") i licemerje. Ljudsko dostojanstvo loše se prikazuje u mračnoj viziji koju nudi autor, nihilističkoj i antiklerikalnoj. Život je težak, i kao što savetuje slepac Lazara u delu, "više daje škrtica nego golja", svi traže svoju korist bez razmišljanja o drugima, tako da, kako je navedeno na početku dela, približavajući se dobrima "postaće jedan od njih": to jest, da se bude čestit, treba se lažirati čestitost, ne mora se takvim biti. Bez sumnje, ovo je vizija razočaranog humaniste, možda erazmiste, iako je Marsel Batailjon negirao direktan uticaj erazmista u radu.
Rezultat toga bilo je uključivanje ovog dela u „Indeks zabranjenih knjiga inkvizicije, koja je odobrila izdavanje prepravljene verzije iz koje su izbačeni antiklerikalni pasusi. Lazarčić je takođe bio veoma prevođeno i imitirano delo, i njegov duboki uticaj ostavio je toliki značaj u španskoj književnosti da se može reći da bez njega ne bi bili napisani ni Don Kihot ni još trideset španskih i stranih pikarskih romana koji su sačuvani.

## Mogući autori
Istorijski gledano, nekoliko pisaca je smatrano za autora Lazarčića sa Tormesa.
Godine 1605. fratar Hose de Siguenza koji je pripadao redu San Heronima, pripisao je zaslugu za ovaj rad fratru Huanu de Ortegi.U vreme kada je objavljen Lazarčić, Huan de Ortega je predvodio red San Heronima, što objašnjava zašto je knjiga izdata bez imena autora.
Godine 1607. u katalogu španskih pisaca Catalogus Clarorum Hispaniae scriptorum, koji je napisao Valerio Andres Tahandro, piše da je Dijego Urtado de Mendosa "napisao knjigu za razonodu pod nazivom Lazarčić sa Tormesa ". U martu 2010. godine pojavilo se u štampi da je paleograf Mercedes Aguljo otkrila u nekim radovima Dijega Urtada de Mendose reči „paket ispravki napravljenih za štampanje Lazarčića i Propaladije“, što ju je navelo da napiše knjigu u kojoj se predstavlja "ozbiljna hipoteza o autorstvu Lazarčića, koja učvršćena drugim činjenicama i okolnostima snažno ukazuje na pravac ka Don Dijegu ". U kasnom devetnaestom veku članak hispaniste Alfreda Morela-Fatija, čiji predlog je kasnije razvio Manuel H. Asensio, povezuje autora Lazarčića sa krugom erazmista braće Valdes. Zbog ove hipoteze zasluga za delo je dodeljena Huanu de Valdesu ili njegovom bratu Alfonsu. Ovo poslednje povezivanje autora s delom, ostvareno 2002. godine rezultat je istraživanja profesorke Rose Navaro Duran, koje se prvenstveno zasniva na upoređivanju rada sa poznatim dijalozima Alfonsa de Valdesa (dijalog Merkura i Karona i dijalog stvari koje su održane u Rimu).
Takođe su bili predloženi kao autori Lazarčića dramski pisac Lope de Rueda (za Fong de Haan iz 1903 godine navodi da je, kao protagonista romana, bio propovednik u Toledu 1538. godine iako je hipoteza je kasnije odbačena); Pedro de Rua; Ernan Nunjez, i od nedavno Fransisko de Servantes Salazar, što je tvrdio Hose Luis Madrigal koji je odbacio ovu hipotezu da bi 2008. godine  krenuo da brani autorstvo Huana Arsea de Otalore, autora knjige „Razgovori Palatina i Pinciana“. S druge strane, Klark Kolahan i Alfred Rodrigez mislili su da je Lazarčića napisao humanista Huan Maldonado. Ostale spekulacije su dovele do Aleha Venegasa, Bartolomea Toresa Nahara, Gonzala Pereza, kraljevskog sekretara Karla I, pa čak i Fernanda de Rohasa, autora Selestine, čije autorstvo je branio Hauard Mancing, ili poznatog španskog humaniste Huana Luisa de Vivesa.

## Radnja u delu
Lazarčić sa Tormesa predstavlja autobiografiju Lazarčića, dečaka nižeg društvenog sloja, kojeg je majka ostavila jednom slepcu da mu bude vodič. Život Lazarčića sa Tormesa pratimo kroz njegovu službu kod različitih gospodara, pa je knjiga na osnovu toga podeljena na sedam poglavlja.

### Poglavlje prvo
U prvom poglavlju saznajemo da se naš junak zove Lazar sa Tormesa jer je rođen na reci Tormes, gde je njegov otac bio vodeničar. Poreklom je iz Teharesa, sela u blizini Salamanke. Sa osam godina ostaje bez oca, koji je prvo bio optužen da potkrada žito i priznavši da je to i zaista radio, beše proteran, da bi se zatim priključio borbi protiv Mavara, gde je i izgubio život. Posle smrti oca majka mu se seli u grad, gde je upoznala crnca, Saida, koji se starao o konjima i koji ih je često kući posećivao.
Posle nekog vremena Lazarčić je dobio polubrata. Lazarčićeva majka, koja je zapravo bila prostitutka, počinje da služi u jednoj krčmi. Jednom prilikom upoznaje slepca, koji je tu gostovao. Ponudio joj je da mu preda Lazarčića, jer mu je potreban vodič, a on bi se prema njemu ophodio kao prema sinu. Majka je predala Lazarčića slepcu, nadajući se da će živeti u boljim uslovima i da će se slepac brinuti o njemu, ali pored toga što je Lazarčić proveo mnogo trenutaka gladan i umoran i što je dobio dosta batina, služba kod slepca je zapravo početak njegovog moralnog srljanja.
Već na samom početku službe kod slepca, Lazarčić počinje polako svoju naivnost da zamenjuje lukavstvom, shvativši da jedino tako može da ide kroz život u društvu prepunom nemorala i lukavosti. Slepac je, prema rečima Lazarčića, bio lukav, oštrouman i bezdušan, zarađivao je mnogo, savetujući ljude, predviđajući budućnost, izgovarajući molitve i na mnoge druge načine. Lazarčić od slepčeve zarade nije imao koristi, jer ga je mučio glađu, ne omogućujući mu ni najosnovnije. Uvidevši slepčevu škrtost, Lazarčić je počeo da se koristi prevarom kako bi došao do pića i jela. Međutim, slepčeva razboritost nije mu dopuštala da bude prevaren, pa je znao za svaku Lazarčićevu prevaru i kažnjavao bi ga batinama.
Posle nekog vremena Lazarčič je odlučio da napusti slepca, ali i da mu se osveti za kraj. Prilikom jednog povratka u krčmu praćenog nevremenom i kišom, trebalo je da povede slepca preko najužeg dela potoka. Odlučio je da ga postavi ispred stuba i rekao mu je da se jako zaleti ne bi li preskočio potok, tad se slepac zalete i udari svom snagom glavom u stub i pade onesvešćen. Lazarčić ga je na tom mestu i ostavio i otišao je u Torhes, ne mareći za slepčev život.

### Poglavlje drugo
Stigavši u mesto Makeda, sreo je jednog sveštenika, koji je ponudio Lazarčiću da radi kod njega, da mu pomaže na misama. S obzirom da ga je slepac i tome podučio, Lazarčić je pristao na službu kod sveštenika. Njegove nade u spokojniji i lepši život ubrzo su se raspršile kada je video da je sveštenik još škrtiji od slepca. Plakao je nad svojom sudbinom gledajući kako sveštenik jede, uprkos zakletvama na skromnost svešteničkog reda, a on nema ni koliko mu je potrebno da živi.
Ponovo je odlučio da izlaz nađe u prevari, smatrajući da je manja prevara ako uspe da potkrada nekoga ko pored vida ne primeti, nego što je potkradao slepca. Video je da ne može da krade novac koji skuplja na misama, jer je sveštenik oprezno držao svaku paru na vidiku, takođe je hranu i piće sklanjao i štedeo, a opravdanja za svoj tvrdavičluk izlagao je u porukama kako ne bi bilo primereno da on kao sveštenik jede i pije puno, iako su Lazarčić i ljudi oko njega znali da nije u svojim delima tako principijalan koliko u rečima. Lazarčiću se posrećilo pa je uspeo da nabavi ključ od sanduka u kome je sveštenik držao jelo. Međutim, sveštenik je ubrzo počeo da prebrojava hlepčiće jer mu se učinilo da ih je sve manje i manje. Tada je Lazarčić otišao korak dalje, iscenirajući da miševi uzimaju hleb kroz sitne rupice na sanduku. Sveštenik, okupiran novim stanarima svoje kuće, poče da krpi rupe, ali Lazarčič je iznova pravio nove. Sveštenik zatim napravi zamku, međutim Lazarčić nastavi sa potkradanjem. Uveren u to da mu zmija jede hleb, sveštenik nije više ni spavao, samo je vrebao trenutak da uhvati štetočinu. Jedne noći Lazarčić je spavao sa ključem u ustima, koji je prilikom disanja pravio zvuk. Uznemireni sveštenik ustade i pomislivši kako će se konačno rešiti štetočine, svom snagom udari Lazarčića i ostavi ga u nesvesti. Kada je upalio svetlo video je šta je uradio, ali i našao ključ koji je razrešio misteriju lopova.
Omogućio je Lazarčiću da ostane kod njega još petanaestak dana, kako bi se oporavio, a zatim ga pustio da ide i nađe novog gospodara. Tu se završilo Lazarčićevo služenje svešteniku.

### Poglavlje treće
Nakon što je povratio snagu, Lazarčić dospeva u Toledo. Petnaest dana proveo je primajući milostinju i pomoć dobrih ljudi, međutim, kada se oporavio od povrede, morao je da potraži novog gazdu.
Lutao je, išao od praga do praga, dok jednog jutra nije naišao na štitonošu. Štitonoša je bio dobro obučen, sređen, uredan i dostojanstven. Zapitao je Lazarčića da li traži gazdu i poveo ga sa sobom. Lazarčič je bio srećan, smatrajući da je pronašao gazdu kakvog je i tražio – bogatog, sa velikim količinama hrane koja mu je bila više nego potrebna.
Ušli su u kuću, koja je bila prazna, bez žive duše, bez stola, stolice, klupe. Štitonoša je ispitivao Lazarčića odakle je i kako je dospeo u Toledo, da bi mu na kraju rekao da za hranu do večere mora sam da se snađe. Lazarčić se rastužio što ni ovaj put nije imao više sreće sa gospodarem. Podelili su i pojeli isprošeni hleb podjednako halapljivim zalogajima i ostatak večeri proveli pričajući, bez trunke hrane.
Ujutru se štitonoša opet uredno obukao, opasao mačem i nizom perli i ponosito krenuo u grad, kao da je spavao na najudobnijem krevetu i pojeo najukusniji doručak. Lazarčić analizira svog gospodara, koji živi u najvećoj bedi ali održava lažnu spoljašnju sliku mirnog života i bogatstva. Naziva častoljublje prokletim, jer uviđa da postoje ljudi koji bi svašta istrpeli radi svoje časti.
Uzalud čekajući da se gospodar vrati do ručka sa nečim za jelo, vraća se svom starom zanatu – prošenju. Podelio je sve sa gospodarem, koji je Lazarčiću bio drag, jer zna i sam kakav je osećaj biti gladan. Upoređuje ga sa prethodnim gospodarima:
“ Ovaj je puka sirotinja, a ko nema ne može drugom ni da dâ. A onaj škrti slepac i onaj pakosni ćifta od sveštenika, kojima je Bog podario – prvom dugačak jezik, a drugom da mu celivaju ruku – su me obojica izgladnjivali. Poradi toga je njih ispravno mrzeti, a na ovog se valja smilovati.“
Opština varoši Toledo je naložila prosjacima da napuste grad. Lazarčić preživljava uz pomoć žena iz komšiluka, štitonoša osam dana ništa nije pojeo, ali kad je izlazio u grad nosio je čačkalicu i prebirao po zubima između kojih ništa nije bilo. Jednog dana gospodar donosi jedan real u kuću i srećan obaveštava Lazarčića da će se sledećeg meseca preseliti u novu kuću, jer im je ova nesrećna.
Gospodar štitonoša je ispričao Lazarčiću da je iz Stare Kastilje i da je napustio svoj kraj jer nije hteo da skine šešir pred jednim vitezom iz susedstva, kao i da je u svom mestu kao častan čovek tražio da bude poštovan. Nabraja svoja bogatstva u rodnom kraju koja je napustio jer se ticalo njegove časti. Tada su im u kuću došli muškarac i starica, tražeći od štitonoše da isplati svoj dug, štitonoša im je rekao da nema sitan novac i da dođu kasnije. Tada je otišao i više se nije vratio. Žandar je uhapsio Lazarčića misleći da je gospodarev saučesnik i da su svu imovinu iz kuće sakrili zajedno. Lazarčić je ispričao sve što je znao i uz pomoć žena iz komšiluka žandar ga je oslobodio. Tako je Lazarčić ostao i bez svog trećeg gospodara.

### Poglavlje četvrto
Lazarčić stupa u službu kod fratra, koji nikad nije bio kod kuće i koji mu je poklonio prve cipele. Fratar se bavio poslovima čija priroda nije poznata i Lazarčić ga je zbog toga i još nekih sitnica napustio. Ovakav kraj poglavlja ostavlja razne mogućnosti otvorene – koji su bili ti „ poslići ”zbog kojih je Lazarčić ostavio svog gospodara?

### Poglavlje peto
Peti Lazarčićev gospodar bio je prodavac bula i za četiri meseca provedena u njegovoj službi, Lazarčić je doživeo mnoge nezgode. Njegov novi gospodar bio je jedan besramni, spretni čovek pun prevara i smicalica. Darivao je narod voćem i raznim sitnicama ne bi li kupili njegovu bulu, pravio se da govori latinski, koristio razne prevare, jednu od njih nam Lazarčić i opisuje:
Žandar je jedne večeri optužio prodavca bula da su bule lažne i da je prevarant, narod ih je razdvojio da ne bi ispala tuča.
Sutradan u crkvi žandar ponavlja svoje optužbe pred narodom, a prodavac bula se obraća Bogu i moli ga da prikaže čudo – da se propovednica sruši ako on vara i laže, a ako žandar laže, neka bude na licu mesta kažnjen. Žandar se zateturao, zaurlao, iskrivio usta i pao na pod. Prodavac bula se za to vreme nepomično molio Bogu, a narod je bio uplašen i užasnut. Lazarčićev gospodar je pozvao narod da se pomoli za grešnog žandara, na glavu mu stavio bulu i žandar je počeo da se vraća u normalu. Zatražio je oproštaj, govoreći da je sve izgovorio kroz usta đavola i tako se pomirio sa preodavcem bula. Vest o ovom događaju se brzo raširila i Lazarčićev gospodar je na taj način prodao hiljade bula. Lazarčić je shvatio da se radi o prevari tak nakon što je video žandara i gospodara kako se zajedno smeju ovom događaju.

### Poglavlje šesto
Sledeći posao našao je kod majstora – farbara daira, ali ubrzo je prešao u službu kod kapelana. Dobio je magarca i zadatak da raznosi vodu po varoši. Dobro je zarađivao i za četiri godine štednje, imao je dovoljno novca da se pristojno obuče. Kupio je sebi kaputič, košulju, ogrtač i mač. Nakon toga je vratio gospodaru magarca i otišao iz njegove službe.

### Poglavlje sedmo
Stupio je u službu kod žandara, ali se kratko zadržao jer mu se posao učinio opasnim. Jednog dana njegov marljivi rad primetio je arhiprezviter (najstariji sveštenik u jednom gradu), uzeo ga u svoju službu i dao mu jednu svoju služavku da je oženi. Lazarčić je bio srećan sa njom, jer je bila dobra i vredna, ali zli jezici su govorili da je sa njom iz koristi, a da je ona zapravo bila gospodareva ljubavnica i da Lazarčić služi samo da prikrije vezu svoje žene i arhiprezvitera. Lazarčić nije verovao u te priče, ili se pravio da ne veruje – dostigao je svoju sreću i izvestan ugled u gradu, ali se zauzvrat odrekao svoje časti i dozvolio neverstvo svojoj ženi. Gospodar, njegova žena i on su se dogovorili da to više nikada ne spominju. Tako je u Lazarčićevom domu vladao mir.
Ovi događaji u Lazarčićevom životu su se odvijali 1525. godine, kada je car Karlo V održao skupštinu u Toledu i kada je priređeno veliko veselje. U to vreme, Lazarčić je živeo u blagostanju i na vrhuncu svoje dobre sreće.

## Likovi u delu
Roman Lazarillo de Tormes opisuje glavnog junaka Lazarčića od njegovog detinjstva do zrelosti, i prati njegovo ponašanje, njegove moralne odlike i transformacije u kontekstu sa njegovim socijalnim poreklom i opštim odlikama tadašnjeg španskog društva.

### Lik Lazarčića
Lazarčić sa Tormesa potiče iz siromašne porodice u kojoj posle očeve smrti odrasta uz majku i brata da bi veoma rano krenuo sam kroz svoj život. Postaje sluga najpre slepcu, zatim svešteniku, štitonoši i drugima. Bio je veoma neobrazova i jedini cilj mu je bio da ne umre od gladi. Njegov život se odvija u susretima sa raznim ljudima preko zgoda i nezgoda po putevima i španskim varošima. Pisac ga prati u Salamanki, Makedi, Eskaloni i Toledu. Lazarčić na tom putu od neiskusnog deteta prerasta u zrelu osobu sa svim vrlinama i manama.
Služeći slepca i vodeći ga po raznim mestima,Lazarčić,još uvek dečak bez znanja i iskustva,suočava se sa surovostima života. Dovitljivost i lukavost gladnog sluge, koji se očajnički bori za svoj život, po pravilu bivaju strogo kažnjavani. Nakon više škrtih gospodara, pored kojih je jedva preživljavao, Lazarčić uspeva da „uplovi u mirnu luku’’. Dobija stalan posao u kraljevoj službi, na koji je bio veoma ponosan. Oženio se sluškinjom-ljubavnicom sveštenika iz Toleda.Iako nije verovao u svečtenikovu iskrenost i dobronamernost,Lazarčić prihvata situaciju u kojoj se našao kako se ne bi zamerio gospodaru i tako izgubio sigurniji život koji je sebi obezbedio.
Preobražaj lakovernog dečaka u prevaranta i lopova nastaje u uslovima materijalnog propadanja srednjih i nižih slojeva u Španiji. Zato je Lazarčić više žrtva okolnosti nego svestan kršilac moralnih i društvenih normi. Čak se mnogi njegovi postupci mogu opravdati time što je u borbi morao da koristi slična sredstva kojima su se služili njegovi gospodari.

### Lik slepca
Slepac je bio veoma lukav uprkos nedostatku vida. On je prvi gospodar glavnog lika – Lazarčića. Ispod lažne skromnosti i pobožnosti slepca krije se opasan prevarant,bezbožnik i tvrdica, koji svojom prepredenošću i lukavošću,na beskrupulozan način, iskorišćava blagonaklonost ljudi,a posebno svog slugu – Lazarčića. Kada više nije mogao da trpi slepca,Lazarčič ga jednog dana navodi na pogrešan put preko potoka,u koji slepac upada.

### Lik sveštenika
Sveštenik je bio drugi Lazarčičev gospodar,koji je po mnogo čemu bio sličan slepcu. Bio je veoma pohlepan. Za sve loše što se dešavalo,uvek je krivio đavola. Gospodar – sveštenik mučio je svog slugu glađu,umesto da bude plemenit i darežljiv jer je imao dovoljno hrane i za sebe i za Lazarčića. Uprkos tome,za razliku od slepca, nikad nije tukao Lazarčoća, čak ni kada je saznao da je upravo on bio taj koji ga je potkradao.
Preko ovog lika oštrica kritike usmerena je u velikoj meri prema crkvi i sveštenstvu.

### Lik štitonoše
Lik štitonoše,trećeg Lazarčičevog gospodara, po mnogo čemu se razlikuje od slepca i sveštenika. On je idalgo (šp. hidalgo ), plemić nižeg ranga, koji je ostao bez poseda i sredstava za život. Luta po Španiji u nadi da će u službi štitonoše nekog visokog dostojanstvenika ostvariti svoj dugogodišnji san. On je parazit koji svojim držanjem i uglađenom spoljašnjošću želi da prikrije bedu i istakne svoje plemenito poreklo. Njegov lažni ponos izbija na videlo u trenucima dok halapljivo jede hranu koju je Lazarčić, i za sebe i za njega, isprosio na ulici. Bez dostojanstva i stida,koristeći se prevarom, beži pred poveriocima i tako, u potpunosti, ruši svoju moralnu ličnost, za razliku od Lazarčića, čoveka bez porekla, koji se sažaljeva nad njim, pomažući mu u nevolji kao „bližnjem svom” ne očekujući za to nekakvu nagradu.

### Lik prodavca lažnih bula
Prodavac lažnih bula,jedan od Lazarčićevih gospodara, nesumnjivo je predstavljen kao najlukaviji i najnemilosrdniji prevarant. Katolička crkva je prodavala vernicima bule - papine pismene potvrde kojima se daje oprost grehova, i tako zgrtala bogatstvo. Lazarčićev gospodar,prodavac lažnih bula, smišljeno namešta dramatične scene u kojima navodno izvodi čuda. Pred vernicima okupljenim na molitvi iscenira sukob između sebe i žandara s ciljem da prevari masu,kako bi sa lakoćom prodao lažne bule.

## Struktura dela
Prva poznata izdanja Života Lazarčića sa Tormesa i njegovih zgoda i nezgoda pojavljuju se 1554. godine  Štampana su u Burgosu, Alkali, Antverpenu. Autor ovog dela je anoniman. U prošlosti ova knjiga je bila zabranjivana zbog oštre satire na račun sveštenstva i nalazila se na Indeksu zabranjenih knjiga. Pošto je njena popularnost bila velika, Filip II je naredio da se štampa u prečišćenoj verziji u Madridu 1573. godine. 
Život Lazarčića sa Tormesa je pikarski roman, koji predstavlja protivtežu viteškim romanima. Napisan je u prvom Licu. Pisac koristi retrospektivu,vraća se u prošlost i roman zavrsava sa sadašnjom situacijom, kada je oženjen. Priča služi da čitalac bolje razume i opravda ponašanje Lazarčica Protagonista romana je dečak lutalica, koji živi na margini društvene lestvice i pokušava da opstane u korumpiranom društvu. Roman čini prolog i 7 poglavlja, koja se nižu linearno, ali su različite po svojoj dužini.
U prologu, Lazarčić se obraća čitaocu, rečji Milostivi i daje razloge zbog kojih je počeo da piše svoju autobiografiju. Nižu se sedam epizoda, i pratimo degradaciju naivnog dečaka koji služeci kod gazda različih drusšvenih položaja, postaje lopov i prevarant.
Pisac, služeci se satirom i humorom pokušava da nam objasni ekonomsku i društvenu situaciju tog vremena. On kao narator opisuje društvo u kome vlada pohlepa i lažni moral.
Glavna tematika je glad i egzistencija u nemoralnom društvu. Narator se bavi piatanjima religije, podmitljivošcu i oštrom kritikom društva. Društvo Španije činila je:visoka klasa(grofovi i vojvode), srednja klasa (idalgo...) i pikari i propalice koji su bili na dnu društvene lestvice. Nema idealizacije kao u pastoralnom ili viteškom romanu. Svaki prikaz društvene sredine je verodostajan i pisac oštro kritikuje sliku društva tog doba. Ta realistična slika Španije ne bi bila potresna u toj meri, da predstavljanje skitnice, idalga, prosjaka, nemoralnog sveštenika nije dato tako efektno i jednostavno, bez suvišnih opisa. U delu nema fantastičnih elemenata, niti vitezova i idealizovanih junaka.U takvom okruženju,jedini dečakov cilj bila je borba za život.
Jezik koji koristi je govorni i svakodnevni. Odraz je društvene pozornice tog vremena i u skladu je sa ličnostima i ljudima koji ga okruzuju. Ima dosta nejasnoće i ponavljanja u delu, ali postoje i kratke fraze i bogate konotacije. Figure u govoru su veoma originalne. Postoje paradoksi, kao sto je“moj novi stari majsror“, koja se odnosi na slepca. Koristi i antitezu, kao i hiperbolu kada kaže da je njegova prva ljubav zarađivala za 1 mesec više od 100 slepaca u godini. Rečnik i govor protagoniste je drugačiji, u zavisnosti od situacije u kojoj se nalazi (kada ragovara sa sveštenikom koristi se biblijskim i liturgijskim recima) Postoje i znatne razlike u narativnoj tehnici. Nekad pripoveda brzo i dinamicno,nekad sporo i tiho.
Ne precizira se tačno vreme romana, niti period koji je proveo kod svakog gazde, ali više pažnje posvećuje opisivanju događaja kad je bio dete, i koji su uticali na formiranje njegove licnosti. Pretpostavlja se da se sa 9 godina preselio sa majkom u Salamanku, da je sa 12 počeo da radi kod slepca. Ne znamo koliko se zadržao kod slepca, ali mora biti da je u pitanju duži period jer je dosta naučio, od naivnog deteta postao je osvetoljubiva osoba. Kod sveštenika, plemića i drugih gazda proveo je malo vremena, a smatra se da je kod svog sadašnjeg zaštitnika i dalje.
Sto se tiče mesta delovanja radnje, Lazarčic je promenio nekoliko mesta stanovanja, živeo u više gradova, ali najveci broj dečakovih avantura događa se u zatvorenom prostoru.
U XVI i XVII veku viteske romane zamenjuje lik pikara,cije patnje i dela stvaraju novi tip novele-pikarski roman.Ovaj roman dostiže svoj vrhunac i krajnji izraz sa delom Lazarčić sa Tormesa, najtipičnija i najsavršenije delo ove vrste. Njegovo bogatstvo anegdota,živi stil,visoka akutnost kojom se opisuju likovi čini ovaj roman najuniverzalnijim romanom svih vremena.

## Kritika društva
Život Lazarčića sa Tormesa, njegove zgode i nezgode je prvi realistički roman u španskoj književnosti, sa tematskim, pripovedačkim i strukturnim novinama i kao takav značajno je uticao na razvoj modernog romana na Pirinejskom poluostrvu, ali je osim toga imao odjeka i u širim okvirima. Roman je prevazišao granice autorove definicije koji ga je opisao kao „tričariju prostim jezikom sročenu“, a takođe je fantastično ukorenjen u istorijsko-socijalni kontekst vremena u kome je nastao. Njegova umetnička vrednost između ostalog sastoji se i u uočavanju i izvrgavanja ruglu društvenih prilika u Španiji tog doba. Sa ovim romanom, parodijski naslovljenim po uzoru na slavne viteške prethodnike, dolazi do promene u svesti čitalaca koje je do tada isključivo uživala u idealističkoj literaturi - viteškoj, sentimentalnoj, pastoralnoj.
Delo je književna ispovest jednog antijunaka, pojedinca poteklog sa društvenog dna, sumnjivog ponašanja i bez čvrstih moralnih nazora. Sama struktura dela u kojoj se celovitost postiže povezivanjem epizoda u kojima Lazarčić službuje kod različitih gospodara, daje mogućnost da se izloži pregled društvenih tipova niže i srednje klase, te da se iskaže oštra satira na društvenu i ekonomsku situaciju Španije tog doba. Pri tome se element društvene kritike uvek javlja kroz satiričnu notu. Pikaro, kao prototip osobe koju je društvo odbacilo, koja mora da vara i da se snalazi u životu da bi preživela, mogao je da se javi samo u toj društvenoj sredini koja se opisuje. Njegova situacija je logičan ishod njegovih životnih iskustava.
Celokupni materijal dela podređen je cilju koji je postavio autor, dogodovštvine junaka ostaju u njegovom sećanju i uslovljavaju kasnije događaje, tako da se događaji nadopunjuju u funkciji krajnjeg cilja, a svaka epizoda ima jasno određenu funkciju unutar ukupne strukture romana. Sama priča sadrži na početku i na kraju elemente moralne pridike, naravoučenija, koji istovremeno služe kao objašnjenje i opravdanje za pikarov život bez časti.
Stubovi iberskog društva u doba Renesanse bili su čast i vera, ali zbog izvitoperenosti njihove koncepcije postale su glavna meta autorove kritike. Termin honra (šp. čast) je u to vreme označavao položaj na društvenoj lestvici, imetak i poreklo (pošto su samo čistokrvni Španci polagali pravo na čast), dok se duhovnoj i moralnoj vrlini pojednica nije pridavala važnost. Prikaz posebnosti tadašnjih španskih prilika je i detaljni i ironični portret štitonoše, Lazarevog trećeg gospodara, kome titula idalga i raskošno odelo ne dozvoljavaju da radi da bi preživeo.
Zbog snažnog antiklerikalističkog pristupa, delo je bilo na Indeksu zabranjenih knjiga. Svih pet Lazarevih gospodara bili su Božji službenici, a predstavljeni su kao karikature, negativno, sa istaknutim manama i porocima. U prvi plan su izvučene beskrupuloznost prodavca bula, nemoralnost arhiprezvitera, tvrdičluk sveštenika iz Makede. Ipak, velika popularnost dela primorala je Filipa II da naredi štampanje u prečišćenoj verziji u Madridu 1573. godine.
Delo nosi niz živopisnih detalja, a autor koliko brižljivo svog junaka smešta u istorijski okvir sačinjen od događaja njemu poznatih po čuvenju ili neposredno proživljenih, isto tako verno prikazuje i geografski i socijalni ambijent u kome se Lazar kreće i u kome odrasta, pretvarajući se od neiskvarenog deteta u mangupa, prevaranta i kradljivca. Dakle, svaka epizoda predstavlja stepen moralne degradacije junaka, a pogubna uloga svakog od ovih gospodara u moralnom srozavanju jednog nevinog deteta je posebno naglašena. Kritika društva se ne postiže samo vernim opisivanjem društvenih prilika, već i ironičnim stavom samog Lazara prema licemerju savremenika u upražnjavanju vere, a vidljiv je u brojnim aluzijama na svete spise i verske običaje u Španiji XVI veka.
Zbog toga, savremeni proučavaoci ovog dela koji se bave pitanjem otkrivanja autora uzimaju u razmatranje dve mogućnosti. Prva, da je autor bio pod velikim uticajem humanističkih ideja Erazma Rotredamskog, a druga, da je anonimni pisac bio verovatno „novi“ hrišćanin, što je teza poznatog istoričara španske književnosti Amerika Kastra. Novi hrišćani su bili preobraćeni Mavari ili Jevreji zbog čega su bili diskriminisana grupa XVI veka. Takav status bi autoru omogućilo da posmatra društvenu zajednicu sa izvesne distance, objektivnije i da je kritički ocenjuje.
Portreti predstavnika određenih društvenih slojeva su konkretni, puni života, što čini društvenu kritiku još oštrijom. U njemu nema idealizacije kao u pastoralnom romanu ili fantastike kao u viteškom. Svaki prikaz društvene sredine i svaka situacija su verodostojni.
Galerija likova koja se ocrtava kroz epizode iz Lazarevog zivota nema predstavnika viših društvenih slojeva. Pored tendencije da se određene ličnosti prikažu kao tipovi ili karikature, svaka od njih poseduje i notu individualnog što je ćini originalnom kreacijom. Ipak, najuverljivije od svih prikazani su likovi slepca i štitonoše, koji imaju najveću ulogu u moralnom srozavanju protagoniste.
Neke od odlika stila značajno su uticale na potenciranje realizma slike. Predstavljanje likova dato je vrlo efektno, životno, racionalnim i jednostavnim jezikom, bez suvišnih opisa. Takođe upotrebljeni u funkciji konačnog cilja autora su i ironija i crni humor koji ovo delo čine zabavnim štivom i u XXI veku.
Govoreći o „otkrivanju različitih nivoa značenja u knjizi“, Fransisko Riko, poznati proučavalac ovog dela, najbolje je opisao njegovu namenu: „...izgleda da je u njenoj osnovi umetnički poriv za slikanjem pojedinca, Lazara, u njegovoj posebnosti; istovremeno se onome ko ume pravilno da čita nagoveštava „nešto“ probitačno, neka „korist“ koje nema na površini: najverovatnije nešto korisno u društvenom smislu; oni, pak, nesposobni da prodru dublje mogu da se zadrže na onom spoljašnjem, na šalama.“

## Literatura
- Rico, Francisco: La novela picaresca y el punto de vista,Editorial Seix Barral, pp. 13-45, 1969.
- Pavlović-Samurović Lj, Soldatić D. Španska književnost, Nolit, Beograd,pp. 254-265, 1985.
- Stojanović, Jasna, "Pogovor". U ŽIVOT LAZARČIĆA SA TORMESA, NJEGOVE ZGODE I NEZGODE. Sa španskog prevela, pogovor, bibliografiju i beleške sačinila Jasna Stojanović. Beograd, Lapis, 1995, pp. 69–79.

## Spoljašnje veze
- Lazarčić sa Tormesa na španskom
- Lazarčić sa Tormesa na engleskom Архивирано на веб-сајту  (3. новембар 2014)
- Lazarčića sa Tormesa na španskom s prevodom
- Slike predstave inspirisane delom Архивирано на веб-сајту  (6. март 2016)
- Lazarčić sa Tormesa na filmu: trejler